# Зелева салата
Зелева салата е вид ястие, приготвено от ситно нарязано прясно или кисело зеле, което може да се използва като самостоятелна салата, така и като гарнитура към основно ястие. Към тази салата може да се добави и майонеза.
В България салатата се приготвя по два начина. Приготвяна с прясно зеле, тази салата изисква нарязано на жулиени зеле, добавя се нарязан на ренде морков, магданоз, целина, сол, оцет и олио. Към тази основна салата може да се добавят нарязани краставица и домат. Така приготвена тази салата може да се приготви и като туршия.
Когато се прави с кисело зеле, то се нарязва на едро, като се овкусява с червен пипер, оцет и олио, но не се добавя сол.
Яде се предимно през есента и през зимата.